# Amolops mengyangensis
Amolops mengyangensis är en groddjursart som beskrevs av Wu och Tian 1995. Amolops mengyangensis ingår i släktet Amolops och familjen egentliga grodor. IUCN kategoriserar arten globalt som livskraftig. Inga underarter finns listade i Catalogue of Life.